# Shimen Dzigan

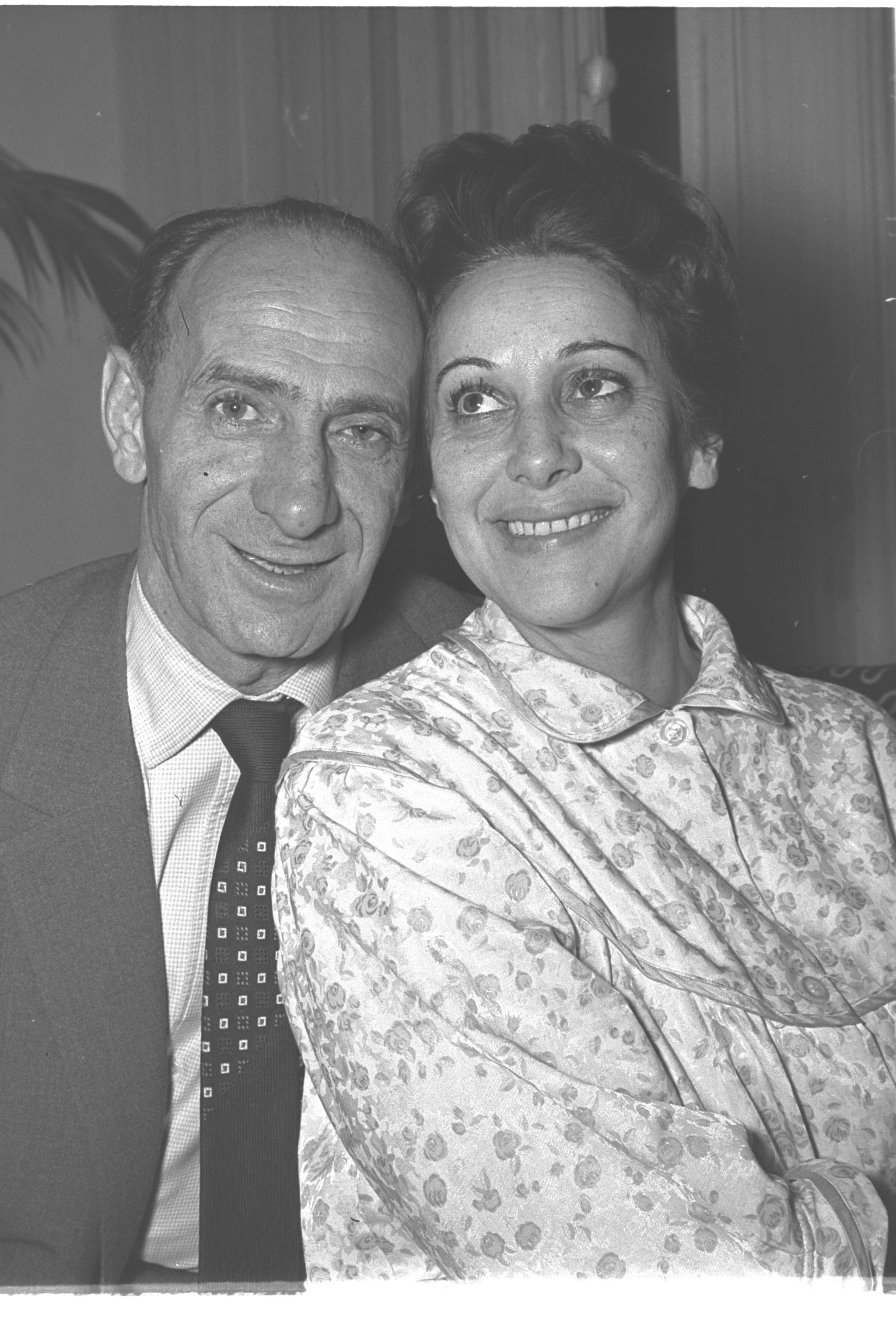
Shimon Dzigan mit seiner Ehefrau 1958

Shimen Dzigan (hebräisch סיימון ג'יגאן; jiddisch שמעון דזשיגאן, polnisch Szymon Dżigan, geboren 1. April 1905 in Łódź, Russisches Kaiserreich; gestorben 14. April 1980 in Tel Aviv) war ein polnischer Schauspieler des jiddischen Theaters und Films.

## Leben
Dzigan wurde als Sohn eines russischen Soldaten geboren. Bei Ausbruch des Ersten Weltkrieges kam er als Hilfe in den Haushalt eines Schneiders.
Er wurde von Moische Broderson entdeckt und gefördert, der ihn 1927 in das literarische Kabarett Ararat in Łódź und später in das gleichnamige jiddische Theater einführte. Mit seinem Schauspielpartner Israel Schumacher bildete Dzigan das Komikerduo "Dżigan und Schumacher", das in der jiddischsprachigen Bevölkerung sehr populär war. 1935 gründeten sie das Kabarett Nowości in Warschau. Dżigan spielte in der Zwischenkriegszeit in drei jiddischen Filmen mit.
Beim deutschen Überfall auf Polen flohen Dzigan und Shumacher in das sowjetisch besetzte Białystok. Sie traten in Moskau, Leningrad, Minsk und anderen Städten auf, bevor sie in einem stalinistischen Gulag einsaßen. Von dort flohen beide nach Israel, wo sie bis 1960 gemeinsam auftraten.
Shimen Dzigan brach 75-jährig auf der Bühne zusammen und starb wenig später.

## Filmografie
- 1936: Al Khet (auch Bauleiter)
- 1937: Frejleche kabzonim
- 1939: On a hajm
- 1951: Undzere Kinder (auch Drehbuchautor)

## Autobiografie
- Shimen Dzigan: Der koyekh fun yidishn humor, Tel Aviv, 1974 (Die Autobiografie ist bei openlibrary.org in Hebräischer Schrift online lesbar.)